# 哈康五世
哈康五世（1270年4月10日—1319年5月8日）是挪威國王（1299年–1319年）。他是馬格努斯六世所有活下来的儿子中最小的一个，而他的母親是丹麦的英格堡·埃里克斯多塔，由于他母亲的缘故，他也继承了丹麥國王埃里克四世的血统。
在哈康五世在位期间，奧斯陸正式获得了挪威王国首都的地位，城市设施也有了较大的发展。

## 生平

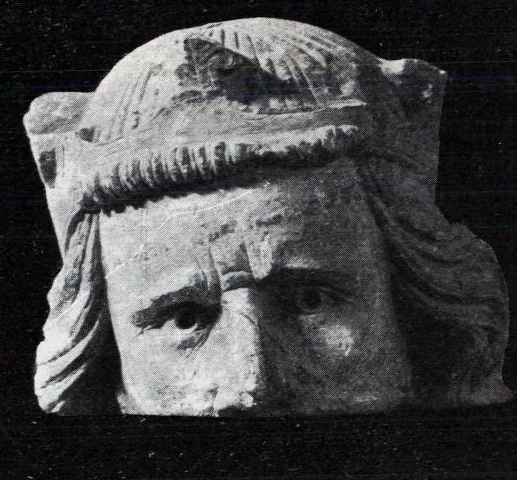
來自尼達洛斯大教堂的頭像，被認為可能是比較年長時期的哈康五世。

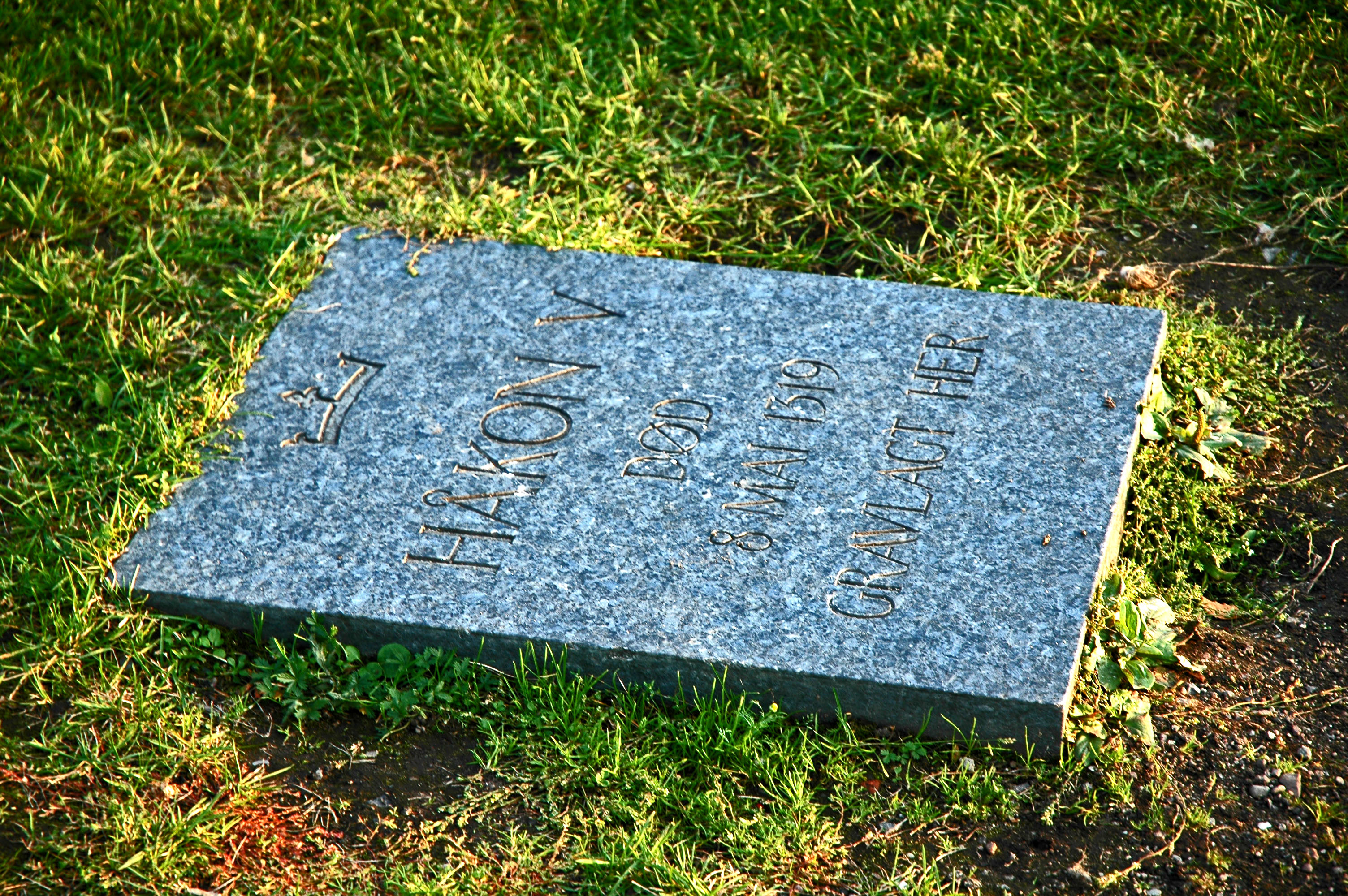
哈康五世的墓地

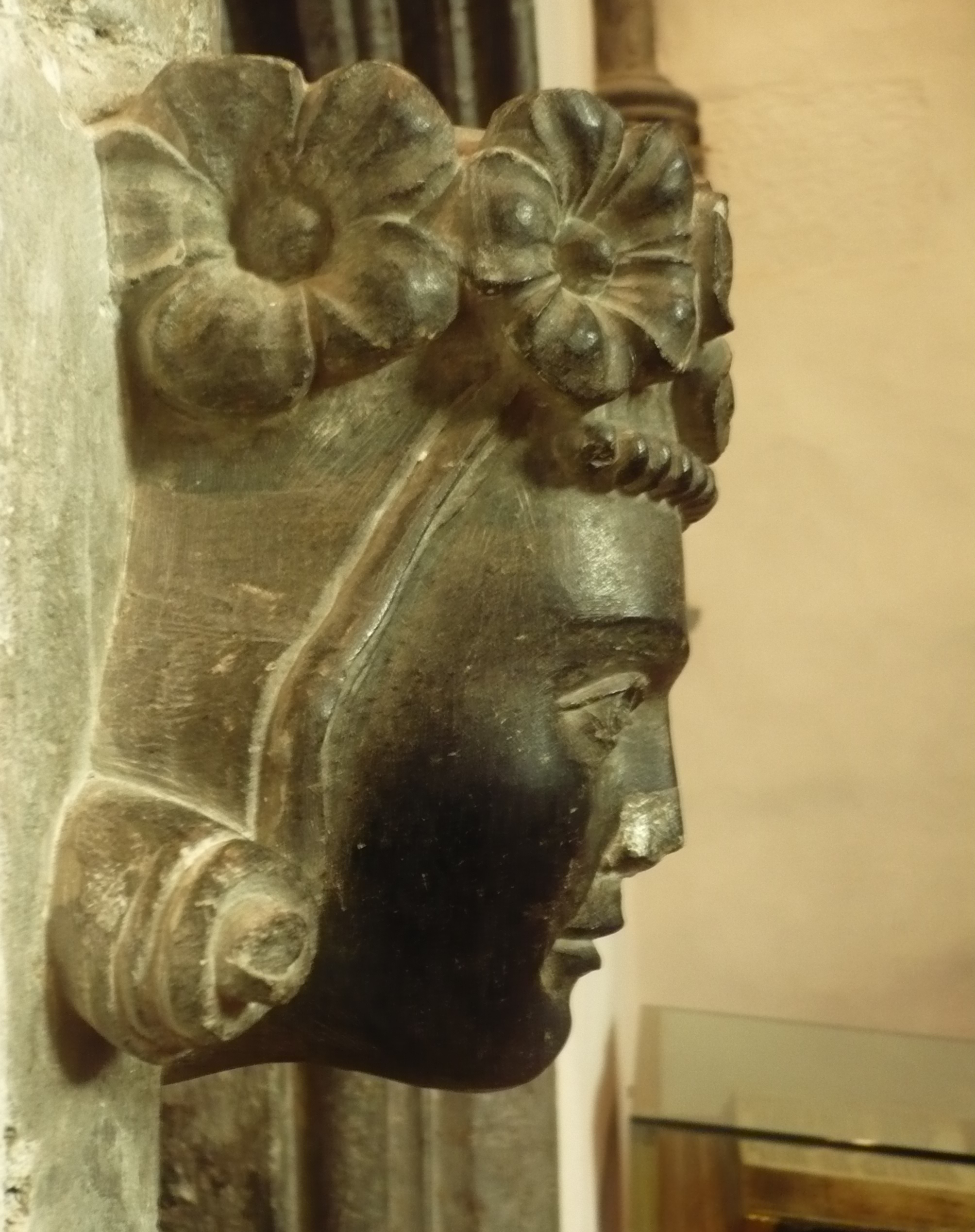
據說是哈康五世在當奧斯陸公爵、奧普蘭、呂菲爾克、法羅群島和設得蘭群島時的雕塑。

哈康是挪威國王馬格努斯六世和他的妻子英格堡·埃里克斯多塔的最小而倖存兒子。通過他的母系，哈康是丹麥國王埃里克四世的後裔。1273年，他的哥哥埃里克在他們的父親馬格努斯六世的統治下被任命為少王。與此同時，哈康獲得“挪威公爵”稱號，並於1280年父親去世後，統治了挪威東部奧斯陸四周的大片地區和西南部斯塔萬格，臣屬於哥哥埃里克二世。當他埃里克二世於1199年逝世後無嗣時，哈康繼承王位。
1295年，哈康五世首先與茹瓦尼伯爵約翰一世的女兒伊莎貝爾結婚，但她於1297年去世，並沒有誕下任何子女。1299年初，哈康五世再與呂根根親王維祖拉夫二世的女兒歐菲米婭（Euphemia）結婚，尤西米亞於1301年為他生下了他唯一的婚生女兒英格堡·哈康斯多塔，英格堡於1312年成為瑞典國王比爾耶爾·馬格努松的弟弟南曼蘭公爵埃里克·馬格努松的妻子。他們的兒子馬格努斯·埃里克松其後接替哈康五世成為挪威國王。哈康五世亦與格羅·西居爾斯多塔誕下私生女阿涅絲·哈康斯多塔
。
在哈康五世統治期間，奧斯陸逐漸取代卑爾根成為挪威首都，儘管在從來沒有正式的聲明。哈康五世還參與阿克斯胡斯城堡（Akershus Festning）和博胡斯堡壘（Båhus festning）的建設。在他統治期間，他恢復兄長埃里克二世對丹麥的戰爭政策，但他終於在1309年與丹麥達成和平協議通常是結束丹麥與挪威的戰爭。在國內事務上，他精力充沛地及成功地試圖限制貴族門閥的力量，並加強國王的權力。
1319年，哈康五世由他女兒英格堡·哈康斯多塔的兒子馬格努斯七世繼承，當時他只有三歲。哈康五世的女兒英格堡正式被認定成為攝政。
哈康五世被埋葬在奧斯陸的聖瑪麗教堂（Mariakirken）。其後在該教堂遺址在挖掘過程中發現被認為是哈康五世和歐菲米婭的遺骸，並在阿克斯胡斯城堡的皇家陵墓中重新安葬。

## 畫廊

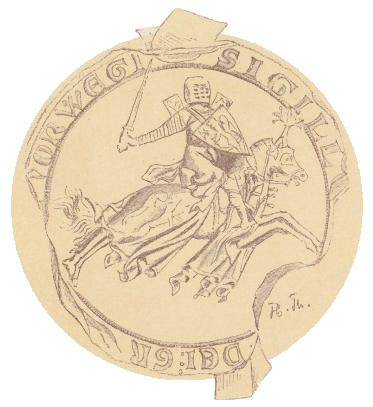
哈康五世當公爵時的印章（正面），已知是於1292年－1298年使用（反面是挪威盾形紋章）。
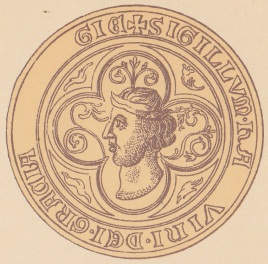
哈康五世當公爵時（由1298年）使用的印章（其中一面）。
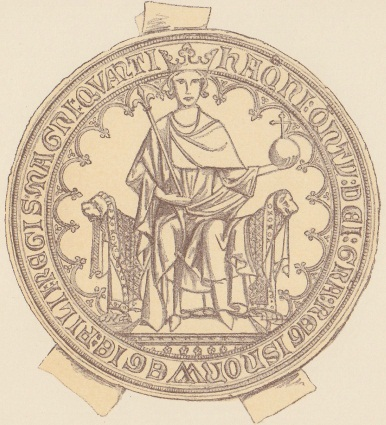
哈康五世在位時的印章（正面），已知是於1305年－1318年使用（反面是挪威盾形紋章）。
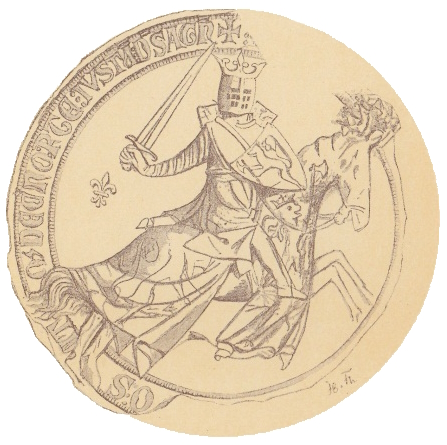
哈康五世在位時的另一款式印章（背面），已知是於1300年－1302年使用）。

## 其他參考
- Helle, Knut (1964)  Norge blir en stat, 1130–1319 (Universitetsforlaget) ISBN 82-00-01323-5
- Holmsen, Andreas (1939)  Norges historie. Fra de eldste tider til 1660 (Universitetsforlaget)
- Gjerset, Knut (1915)  History of the Norwegian People (MacMillan Company, Volumes I & II)

| 哈康·馬格努松斯維爾王朝出生于：1270年4月10日逝世於：1319年5月8日 | 哈康·馬格努松斯維爾王朝出生于：1270年4月10日逝世於：1319年5月8日 | 哈康·馬格努松斯維爾王朝出生于：1270年4月10日逝世於：1319年5月8日 |
| 統治者頭銜                                                       | 統治者頭銜                                                       | 統治者頭銜                                                       |
| ---------------------------------------------------------------- | ---------------------------------------------------------------- | ---------------------------------------------------------------- |
| 前任者： 埃里克二世                                              | 挪威國王 1299年–1319年                                           | 繼任者： 馬格努斯七世                                            |